# Phoneutria bahiensis
Phoneutria bahiensis là một loài nhện trong họ Ctenidae. Chúng rất hung hăng có nọc độc có độc tính cao. Chúng sinh sống ở một số khu vực Trung và Nam Mỹ nhiệt đới. Khi sự quấy rầy, nó sẽ cắn và chính nọc độc mạnh mẽ đầu độc thần kinh. Mỗi năm trên khắp thế giới có khoảng 5 người chết vì vết cắn của loài nhện này.